# Drosophila leonis
Drosophila leonis är en tvåvingeart som beskrevs av Patterson och Wheeler 1942. Drosophila leonis ingår i släktet Drosophila och familjen daggflugor.
Artens utbredningsområde är Mexiko.